# Ștefania Vătafu
Ștefania Vătafu is een Roemeens voetbalspeelster.
In Roemenië speelde Vătafu in de Roemeense Liga I voor CFF Clujana en FCU Olimpia Cluj.
In seizoen 2017–18 speelde ze voor het Spaanse UD Granadilla Tenerife Sur in de Primera División Femenina. In het seizoen 2020-21 speelt ze in de selectie van Anderlecht om in de Super League uit te komen.

## Statistieken
| Seizoen | Club                     | Land   | Competitie   | Wedstrijden | Doelpunten |
| ------- | ------------------------ | ------ | ------------ | ----------- | ---------- |
| 2017/18 | Granadilla Tenerife      | Spanje | PDF          | 12          | 0          |
| 2020/21 | RSC Anderlecht (vrouwen) | België | Super League |             |            |
| Totaal  | Totaal                   | Totaal | Totaal       | --          | --         |

Laatste update: september 2020

## Interlands
Vătafu speelt sinds haar zestiende voor het Roemeens vrouwenvoetbalelftal en kwam ook uit voor O17 en O19.